# Halidzor
Halidzor es una localidad del raión de Goris, en la provincia de Syunik, Armenia, con una población censada en octubre de 2011 de 551 habitantes. 
Se encuentra ubicada en el centro-este de la provincia, a poca distancia del río Vorotán —afluente del río Aras.
El asentamiento tiene una historia centenaria y es rico en monumentos históricos y culturales. Por su ubicación geográfica, se encuentra en uno de los destinos turísticos más famosos de la República de Armenia, la ruta del Teleférico Tatever-Monasterio Tatev. Es el primer punto de partida del teleférico más largo del mundo.